# 刺突高原鳅
刺突高原鳅（学名：Triplophysa stewarti）为鳅科高原鳅属的鱼类，俗名长鳍条鳅、刺突条鳅、異尾高原鰍。在中国，分布于西藏的多钦湖、羊卓雍湖、纳木湖、戳错龙湖、昂拉仁错、奇林湖、加仁错、班公湖、斯潘古尔湖、怒江上游的那曲和二道河、拉萨市内的一些坑塘、狮泉河等地、青海省的托托河、克什米尔东部地区和一些自流水体等，一般生活于湖泊和河流的缓流河段。该物种的模式产地在多钦湖。

## 扩展阅读
維基物種上的相關：刺突高原鳅